# Tragidion agave
Tragidion agave là một loài bọ cánh cứng trong họ Cerambycidae.